# Burning Spear
Burning Spear är artistnamnet för Winston Rodney, född 1 mars 1945 i St. Ann's Bay, Jamaica, en sångare och reggaeartist, flerfaldigt Grammybelönade.
Rodney har betecknats som rastafariansk predikant, afroamerikansk poet, svart historiker, och utropats till spridare av enhet med medvetenhet i mångfald. Han ses vanligen som den främste företrädaren för den genre som dominerade reggaen mellan 1973 och 1983 och som benämns roots reggae. Burning Spear klassades av musikmagasinet Rolling Stone som den populäraste artisten på Jamaica i stenhård konkurrens år 1976. (Jamaicas egen topplista var stängd under några år på 1970-talet på grund av våld och ekonomisk brottslighet).  
Burning Spear belönades med  Grammies år 2000 och 2009 för årets bästa reggaealbum år 1999 (Calling Rastafari) och 2008 (Jah Is Real), och han har nominerats för ytterligare elva album. (Grammys för reggae började utdelas först på 1990-talet, därför har inget av de klassiska reggaealbumen med de främsta reggaemusikerna mellan 1968 och 1983 fått något pris – åren 1973–1979 skulle kampen ha varit stenhård mellan Bob Marley, Burning Spear, Max Romeo, Lee Perry, Peter Tosh, Steel Pulse, Black Uhuru, Mighty Diamonds, Gladiators, Jacob Miller och hans Inner Circle, Dennis Brown, John Holt m.fl.)

## Karriär
Innan Rodney ensam fick sitt artistnamn var Burning Spear namnet på den vokalisttrio som bildades 1966 och som Rodney ingick i. De två andra var Rupert Willington och Delroy Hinds (yngre bror till den mer kände Justin Hinds). Det skulle emellertid dröja några år innan musikbranschen gav dem en chans. År 1969 övertalade Bob Marley Coxsone Dodd, ägare till Studio One att ge trion en audition, och denne fastnade speciellt för låten "Door Peep".  Det var i samband med att de unga sångarna skulle spela in låten "Door Peep" i Studio One som de valde att kalla sig för Burning Spear – som ursprungligen var ett smeknamn på den legendariske svarte kenyanske ledaren och landsfadern Jomo Kenyatta.
Med uppställningen Rodney - Willington - Hinds släppte Burning Spear en rad singlar. År 1972 hamnade gruppen på femte plats på den jamaicanska hitlistan med låten "Joe Frazier", 1972 även känd som "He Prayed". Studio One gav därefter ut två album med gruppen: Studio One Presents Burning Spear 1973  och Rocking Time 1974. Gruppen hade dock svårt att upprepa succéerna "Door Peep" och "Joe Frazer". Vid denna tidpunkt hade emellertid The Wailers (Marley, Tosh, Bunny Wailer och bröderna Aston och Carlton Barrett) slagit igenom internationellt. Skivbolag över hela världen letade efter fler framstående jamaicanska reggaegrupper att få skriva kontrakt med. Reggaen blev snart internationell, och så även Burning Spear.  
År 1975 lämnade Willington och Hinds gruppen, och Winston Rodney lämnade Studio One för att samarbeta med musikproducenten Jack Ruby, som då representerade Island Records. Under åren 1975-76 släppte han tre album som är mycket högt rankade inom reggaevärlden: Marcus Garvey, Man in the Hill, samt Garvey's Ghost som innehöll dubversioner av låtarna på Marcus Garvey. Till sitt förfogande hade Rodney studiobandet The Black Disciplies, en sammansättning av de bästa musiker som fanns att tillgå på Jamaica. Burning Spear fick sitt internationella genombrott med dessa tre LP-skivor, och under åren har han i grunden behållit samma stil. Efter Man In The Hill kom LP:n Dry And Heavy (1977), som är en bra beskrivning på hans musikstil. Den spelades in på Harry J's studio, men fortfarande med The Black Disciplies som studioband. Burning Spear har fortsatt att ge ut album, särskilt på nystartade jamaicanska skivbolag. Särskilt har hans livemusik hyllats. Han har beskrivits som en dervish med dreadlocks, som en medicinman som med sin röst uppbackad av en kraftig blåssektion kan försätta lyssnarna i trans. Hans turnéer har bjudit på extraordinära inslag. Han har både live och på studioalbumen använt sig av trumpeter, saxofoner och andra blåsinstrument, och ett år bestod hans blåssektion enbart av kvinnliga musiker. För en annan turné hade han anlitat olika, främst vita, rockstjärnor från 1960- och 1970-talen, som turnéband.
Burning Spear är en av de rastafarianer som särskilt lyfter fram Marcus Garveys egen filosofi om självbestämmande och självtillit för ättlingarna till de afrikaner som fördes bort från sitt hemland för att säljas som slavar i Amerika.  Flera av Burning Spears många album hyllar Garvey eller är tillägnade Garvey och flera låtar från mitten och slutet av 1970-talet är klassiker för reggae-fans: "Man In The Hills", "Door Peep", "Lion", "Marcus Garvey", "Slavery Days", "Jordan River", "Red, Gold and Green", "Dry And Heavy, Social Living, Cicilized Reggae". Burning Spear upprepar vanligen budskapen i sin lyrik, ungefär på samma sätt som i rhythm and blues, och är som de flesta av de jamaicanska sångare som slog igenom internationellt på 1970-talet angelägen om ett engelskt uttal så att hans ord ska förstås av en internationell publik,
Burning Spear ansågs redan på 1970-talet vara den som gjorde den allra stadigaste reggaen (dry and heavy). I filmen Rockers (1979) medverkade Burning Spear emellertid utan sin sedvanliga uppbackning av minst tio skickliga musiker genom att sjunga sin låt "Jah No Dead" a cappella, en version som bl.a. en av hans varmaste beundrare Sinéad O'Connor har gjort en exakt cover av. Sinéad O'Connor har särskilt hyllat Burning Spear genom att döpa sitt reggaealbum Throw Down Your Arms (2005) efter en Burning Spear-låt och genom att fem av de tio reggae-covers som finns på hennes album är skrivna av just Winston Rodney. Första gången Burning Spear nominerades för en Grammy var för sitt album Resistance (1986).
Burning Spear var ett av de allra tyngsta namnen redan när reggaen slog igenom internationellt på 1970-talet, och följaktligen betraktas han av de flesta reggae-fans som en levande legend idag. Burning Spears tunga reggae inom roots reggae-genren har beskrivits som dry and heavy, vilket också är namnet på ett av hans album från 1970-talet.  Burning Spear är den ende av de jamaicanska reggaeartister som var med från början, i slutet av 1960-talet, som fortfarande turnerar regelbundet över hela världen och släpper album med helt nyskrivet material. Medan reggaen på Jamaica har förändrats fram och tillbaka, och dancehallreggaen kring millennieskiftet uppehöll sig vid sex, våld och fobier mot allt som verkar annorlunda, har Burning Spear hållit sig till roots reggaen. Budskapet till svarta har varit och är fortfarande självbestämmande och självtillit, budskapet till sina fans över hela världen är fred och kärlek samt att alla religioner är identiska i sin innersta natur.
När nyheten kom om att rastafarianernas levande Gud Haile Selassie hade mördats av Etiopiens nya makthavare år 1975 skrev Bob Marley och Burning Spear på rekordtid varsin låt om att detta inte kunde vara sant – Jah Live (Marley) och Jah No Dead (Rodney).

## Burning Spear idag

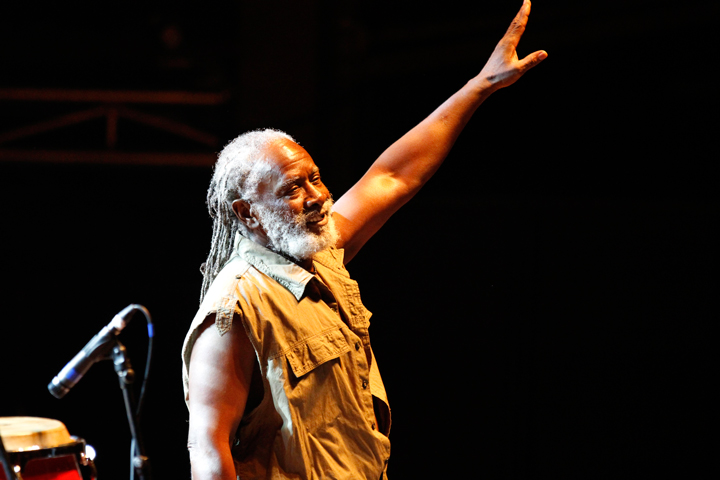
Burning Spear live 2013.

I början av sin karriär var Winston Rodney en rebell, i kraft av sin ungdom. När han började turnera utomlands under andra hälften av 1970-talet jämfördes han i likhet med alla andra reggaeartister med Bob Marley. Idag är Burning Spear en gråsprängd men vältränad och oerhört erfaren reggaeartist. När han nu kommer in på scenen med sina dreadlocks och sin breda panna och bistert granskar publiken utan att säga särskilt mycket, ser de inte bara en reggaeartist. Han är även det närmaste de kan komma en psaltare (hymnsångare) och profet av gammaltestamentlig kaliber, och under konsertens gång lyckas han med bandets hjälp oftast förstärka det intrycket.
Genom åren är det konsertversionerna av Winston Rodneys låtar som utvecklats och vidareutvecklats utan att urvattnas. Han har aldrig närmat sig ragga eller dancehall, utan hållit sig till roots reggae. Burning Spears turnéband består av många mycket skickliga reggaemusiker från olika länder, och scenshowerna är ytterst välplanerade och koreograferade för att ge det mäktiga intryck som sånger om Gud själv kräver. Han tränar dagligen och är i mycket god fysisk form, trots att han passerat (svensk) pensionsålder. Rodney har aldrig, som några andra reggaestjärnor, kommit cannabispåverkad till scenen eller studion. Han har i intervjuer sagt att denna ört är till för religiösa ändamål, och att den endast ska användas av gudstroende rastafarianer vid särskilda, slutna sammankomster, samt i samband med vissa böner som utförs av den troende ensam. Han har också sin kraftfulla röst kvar, en tillgång som andra reggaelegender förlorat.
Konserterna är långa, ofta över två timmar, och varje låt är förlängd på slutet med avsnitt där bandet drar ner på allt utom bas och trummor i lätt dub, för att låta de olika artisterna visa upp sin skicklighet på sitt instrument. Ofta finns ett längre parti där Burning Spear visar sin skicklighet på bongotrummor. Winston Rodney och hans hustru Sonia drabbades av en tragedi 2010, när deras ende som gick bort i cancer. Rodney beskriver sig som en känslig och ibland svag man, men med den kraftfulle och vise artisten Spear inom sig.

## Diskografi
Rodney valde år 2002, efter flera år av konflikter om royalties och de etablerade skivbolagens oförmåga att bevaka musik med upphovsrätt, att i fortsättningen ge ut sin musik under eget skivmärke. Winston Rodney och hans hustru Sonia (som också är musikproducent) startade 2002 Burning Spear Records, som säljer både CD-album och nedladdningsbara låtar utan inblandning av mellanhänder.
Några av Winston Rodneys mest kända låtar inom reggaekretsar, låtar som andra artister  gjort covers på är:

### Låturval
- African Postman / Postman Dub
- Black Disciples
- Black Soul
- Black Wadada
- Call on You
- Calling Rastafari
- Civilized Reggae / Over All Dub
- Columbus
- Do the Reggae
- Door Peep
- Down By The River / Down by the Riverside
- Dry & Heavy
- Far Over / Far Over Distance
- Free Black People
- Get Ready
- Ghost / Dub Ghost
- Grandfather
- Hail H.I.M.
- He Prayed
- Hello Rastaman
- I and I Survive
- Identity
- It's a Long Way Around
- It's Not a Crime
- Ites Green and Gold
- Jah Is My Driver
- Jah No Dead
- Joe Frazier
- Jordan River
- Lion
- Loved for Who I Am
- Man in the Hills / Man From The Hills
- Marcus Children Suffer
- Marcus Garvey / Marcus Dub
- Mother
- Naya Keet / Nayah Keith
- New Civilisation
- No More War
- Not Guilty
- Not Stupid
- Old Marcus / Old Marcus Garvey / Dub
- One Africa
- One Marcus
- One People
- One Way
- Queen of the Mountain
- Red, Gold and Green
- Rocking Time
- Slavery Days
- Social Living / Social Living Is The Best
- The Invasion
- The Prophet
- The Sun
- The Wilderness
- Throw Down Your Arms
- Tradition
- Walk
- We Suffer

### Studioalbum
- Studio One Presents Burning Spear (1973)
- Rocking Time (1974)
- Marcus Garvey (1975)
- Garvey's Ghost (1976)
- Man in the Hills (1976)
- Dry & Heavy (1977)
- Social Living (1978)
- Living Dub Vol. 1 (1979)
- Hail H.I.M. (1980)
- Living Dub Vol. 2 (1980)
- Farover (1982)
- The Fittest of the Fittest (1983)
- Resistance (1986)
- People of the World (1986)
- Mistress Music (1988)
- Mek We Dweet (1990)
- Jah Kingdom (1991)
- The World Should Know (1993)
- Rasta Business (1995)
- Living Dub Vol. 3 (1996)
- Appointment with His Majesty (1997)
- Living Dub Vol. 4 (1999)
- 1999 – Calling Rastafari - Burning Music (prod) / Heartbeat (distr)
- 2003 – Free Man - Nocturne Records
- 2004 – Living Dub Vol. 6
- 2004 – Travelling - Clocktower Records
- 2005 – Our Music - Burning Music
- 2006 – Living Dub Vol. 5 CD
- 2006 – Never Club Mix
- 2008 – Jah Is Real - Burning Music

### Livealbum
- Live (1977)
- Live in Paris Zenith '88 (1989)
- Love & Peace: Burning Spear Live! (1994)
- (A)live in Concert 97 (1998)
- 2002 – Live at the Montreaux Jazz Festival 2001 - Burning Music
- 2005 – Live in South Africa 2000 - Nocturne Records
- 2006 – (A)Live in Concert - Burning Music
- 2013 – Live in Peru - Burning Music

### Samlingsalbum
- Harder Than the Best (1979)
- Reggae Greats: Best of Island years 1975-1978 (1984)
- 100th Anniversary: Marcus Garvey/Garvey's Ghost (1987)
- The Fittest Selection: Greatest hits of 1980-1983 (1987)
- The Original (1992)
- Chant Down Babylon The Island Anthology (1996)
- Best of Burning Spear (1996)
- Ultimate Collection: Best of Collection (2001)
- Spear Burning: Best of the non-albums releases (2001)
- Best of the Fittest: Best of Collection (2001)
- Rare and Unreleased (2001)
- 20th Century Masters: The Millennium Collection: The Best of Burning Spear: Best of the Island years (2002)
- Jah No Dead (2003)
- Creation Rebel (2004)
- Sounds from the Burning Spear (2004)
- The Burning Spear Experience (2007)

## Fotnoter
1. ↑  läs online, Internet Archive .[källa från Wikidata]
2. ↑  Answers.com: Burning Spear
3. ↑  LA Times/The Envelope Fact Sheets - The Envelope - LA Times
4. ↑  Allmusic: Burning Spear. Biography
5. ↑  ”Time (7 juni 1963) "The return of Burning Spear". Återgiven på Times sajt.”. Arkiverad från originalet den 11 juni 2008. https://web.archive.org/web/20080611163527/http://www.time.com/time/magazine/article/0,9171,874744,00.html. Läst 21 juni 2008.
6. ↑  Reggae Train om Burning Spear Arkiverad 24 juni 2009 hämtat från the Wayback Machine.
7. ↑  ibid
8. 1 2  Heselgrave, Douglas (2005) Past, present and future with Burning Spear i The Music Box Nov 2005, vol 12. Artikeln återgiven på webbplatsen The Music Box
9. ↑  Se till exempel Krönika - Uppsala Reggae Festival 08! Arkiverad 23 augusti 2010 hämtat från the Wayback Machine., insändarna på Burningspearnet Arkiverad 21 oktober 2008 hämtat från the Wayback Machine. eller videon Burning Spear - The Story of a Living Legend[död länk] där reggaefans och andra musikälskare hyllar denne fortfarande musikskapande och turnerande man från den första generationen reggaeartister. Antalet levande och fortfarande aktiva av första generationens reggaeartister (födda 1940 - 1955 med genombrott på 1970-talet) är numera ganska litet. Förutom Burning Spear har endast Bunny Wailer, U Roy, Jimmy Cliff, Marcia Griffiths, Judy Mowatt, Max Romeo, Toots Hibbert, Leroy Sibbles (Heptones) och Lee "Scratch" Perry ett liknande rykte som "levande legender", medan ytterligare ett fåtal, som Horace Andy och Alpha Blondy, blivit legendariska eftersom nya generationer av lyssnare tagit till sig dem.
10. ↑  Burning Spears officiella sajt (www.burningspear.net)
11. ↑  Allmusic.com (2008) "Burning Spear"
12. ↑  Graamy.com: The 51st Annual Grammy Awards Winnders List Arkiverad 7 februari 2009 hämtat från the Wayback Machine., Best Reaage Album (nominerade var dessutom Elephant Man (Let's Get Physical), Heavy D (Vibes), Lee "Scratch" Perry (Repentance), Shaggy (Intoxication) samt Sly & Robbie (Amazing)
13. ↑  Afropop.org, (2001). ”Ethiopia Reconsidered: Rastafarian belief that Emperor Haile Sellassie was a living manifestation of God”. Afropop Worldwide. http://www.afropop.org/multi/feature/ID/7. Läst 29 september 2011.
14. 1 2  Rodney, Sonia (2006). ”Burning Spear is an undisputed musical legend.”. Burning Spear Net. Arkiverad från originalet den 3 september 2011. https://web.archive.org/web/20110903171851/http://www.burningspear.net/home/biography. Läst 29 september 2011.
15. ↑  The Burning Spear Blog, (2010). ”Journey. October 5th, 2010”. 2000-2010 The Burning Spear Blog. Arkiverad från originalet den 3 oktober 2011. https://web.archive.org/web/20111003081748/http://www.burningspear.net/blog/. Läst 18 juni 2012.
16. ↑  Bl.a. Sinéad O'Connor